# Бретт, Молли
Молли Бретт (англ. Molly Brett, настоящее имя Mary Elizabeth Brett; 1902—1990) — английская иллюстратор и автор детской литературы, известна своими антропоморфными произведениями искусства.

## Биография
Родилась 5 марта 1902 года.
Выросла в Суррее в окружении живой природы. Её мать — Мэри Гулд Бретт, была известной художницей-анималисткой. Она поощряла свою дочь с раннего детства рисовать с натуры, что было впоследствии отражено в даре Молли создавать своих животных, выглядевших совершенно натуралистично, придавая им человеческие черты и действия.
Своё художественное образование Молли начала с заочного курса иллюстрации, затем продолжила обучение в Press Art School Перси Брэдшоу и Гилфордской художественной школе. В Гилфорде она познакомилась с Маргарет Таррант, которая тоже стала иллюстратором и детским писателем. Вскоре они подружились и жили вместе в Корнуолле.
Свою профессиональную карьеру Молли Бретт начала, иллюстрируя еженедельники для детей. Одним из её первых заказов было иллюстрирование рассказов английской писательницы Энид Блайтон. Вдохновленная этой работой, она написала и проиллюстрировала 21 собственную книгу для Лондонского общества Медичи, с которым она была связана в течение шестидесяти лет. Medici Society опубликовал более 500 её своих работ в виде почтовых и поздравительных открыток, а также гравюр. С 1947 года Бретт была членом Гилфордского художественного общества.
Художественные произведения Молли Бретт очаровали не одно поколение детей своими прекрасно прорисованными деталями, нежными цветами и волшебной атмосферой. Её работы следует традициям других иллюстраторов «одетых животных» («dressed animal») двадцатого века, таких, как Беатрис Поттер, Маргарет Темпест, Рэйси Хелпс.
Умерла 1 апреля 1990 года.
В настоящее время работы Молли Бретт часто можно увидеть на художественных аукционах.

## Творчество
Библиография книг, которые написала и иллюстрировала Молли Бретт, включает:
| - A surprise for Dumpy - Flip Flop’s Secret - Goodnight Time Tales - Jiggy’s Treasure Hunt - Midget and the Pet Shop - Paddy Gets into Mischief | - Plush and Tatty on the Beach - Teddy Flies Away - The Japanese Garden - The Forgotten Bear - The Hare in a Hurry - The Jumble Bears | - The Magic Spectacles and Other Tales - The Party That Grew - The Runaway Fairy - The Story of a Toy Car - The Untidy Little Hedgehog - Tom Tit Moves House |